# Bessemer Bend
Bessemer Bend és una concentració de població designada pel cens dels Estats Units a l'estat de Wyoming. Segons el cens del 2000 tenia 170 habitants.

## Demografia
Segons el cens del 2000, Bessemer Bend tenia 170 habitants, 72 habitatges, i 45 famílies. La densitat de població era de 42,1 habitants/km².
Dels 72 habitatges en un 27,8% hi vivien nens de menys de 18 anys, en un 55,6% hi vivien parelles casades, en un 4,2% dones solteres, i en un 37,5% no eren unitats familiars. En el 29,2% dels habitatges hi vivien persones soles l'11,1% de les quals corresponia a persones de 65 anys o més que vivien soles. El nombre mitjà de persones vivint en cada habitatge era de 2,36 i el nombre mitjà de persones que vivien en cada família era de 3,02.
Per edats la població es repartia de la següent manera: un 22,4% tenia menys de 18 anys, un 8,2% entre 18 i 24, un 22,9% entre 25 i 44, un 34,1% de 45 a 60 i un 12,4% 65 anys o més.
L'edat mediana era de 44 anys. Per cada 100 dones de 18 o més anys hi havia 135,7 homes.
La renda mediana per habitatge era de 48.571 $ i la renda mediana per família de 50.625 $. Els homes tenien una renda mediana de 22.344 $ mentre que les dones 17.321 $. La renda per capita de la població era de 24.971 $. Cap de les famílies i el 2,9% de la població estaven per davall del llindar de pobresa.

## Poblacions properes
El següent diagrama mostra les poblacions més properes.